# 三棟屋博物館
三棟屋博物館（英語：Sam Tung Uk Museum）是在香港荃灣西樓角的一座法定古蹟和博物館。

## 歷史
三棟屋原來是香港古老的圍村之一，屬客家圍村，大約在18世紀中葉，清朝乾隆五十一年（1786年），由陳姓在廣東河源市龍川縣和惠州市的支系所建立。雖然經歷了二百多年歷史，但三棟屋卻保存得很好。
1970年代，由於香港地鐵荃灣綫的工程，三棟屋村村民放棄原址。1981年，三棟屋被列為法定古蹟。1987年11月28日，三棟屋村遺址經當時的區域市政局修葺後，改為三棟屋博物館開放讓公眾人士參觀。2016年6月，改由非物質文化遺產辦事處管轄，並設立「香港非物質文化遺產中心」，作為其展示和教育中心。

## 建築
三棟屋的建築布景有如棋盤，內有前廳、中廳、祠堂，以及4間獨立的居室。居室設有「話當年」教育展覽，讓參觀者觸摸展品，感受農村生活，讓遊客如同親身回到多年前的圍村中。

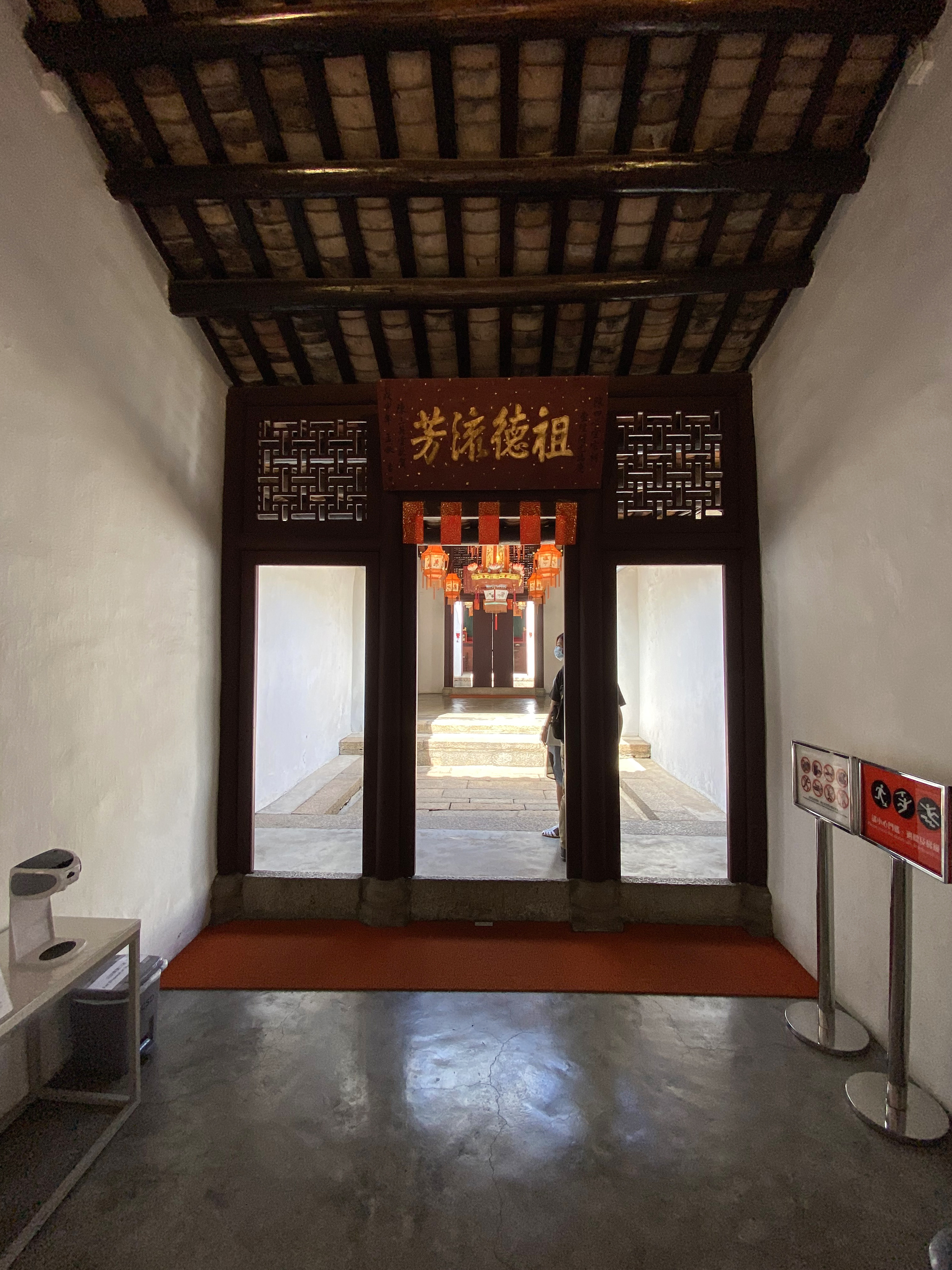
正門
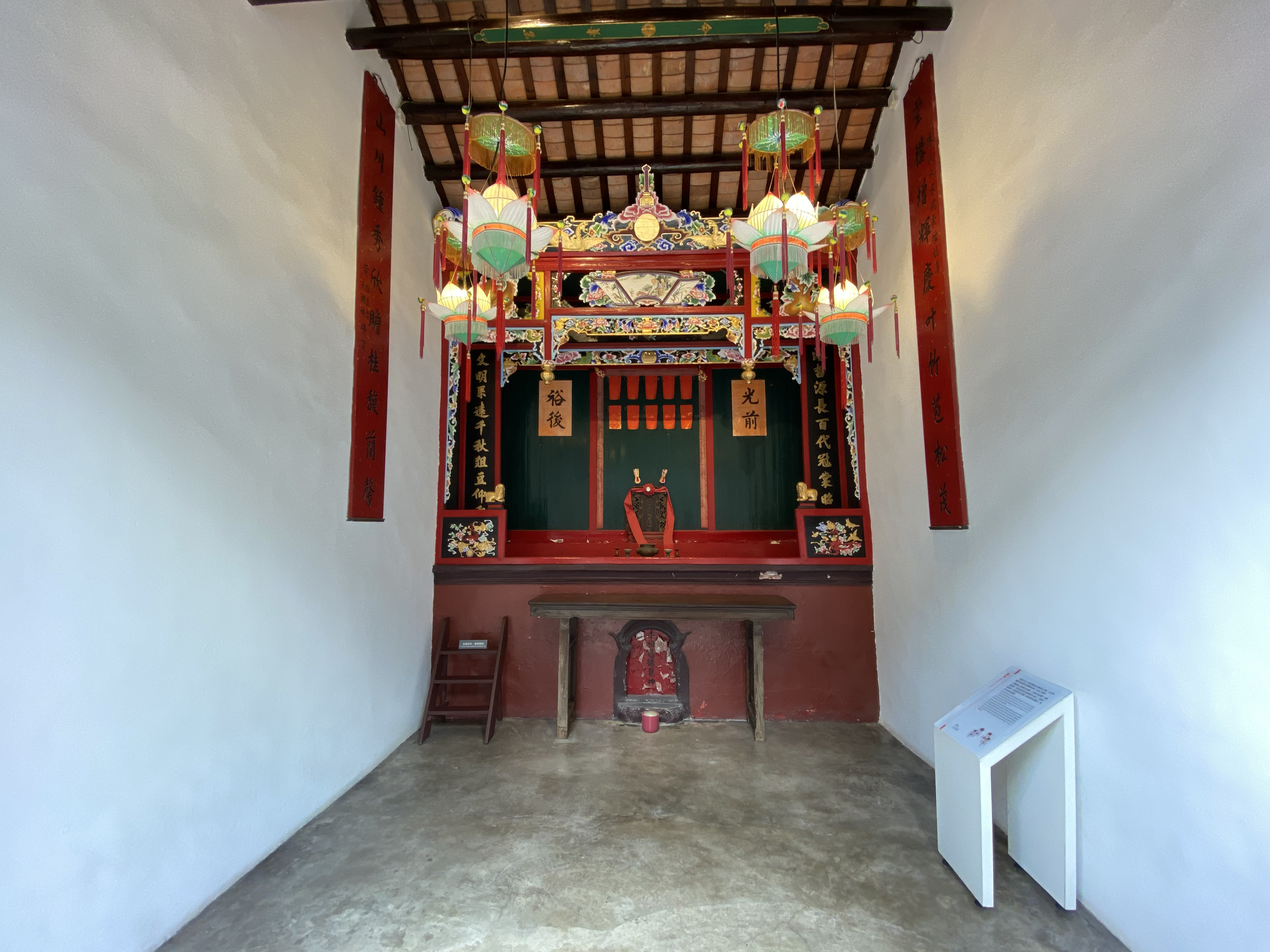
祠堂
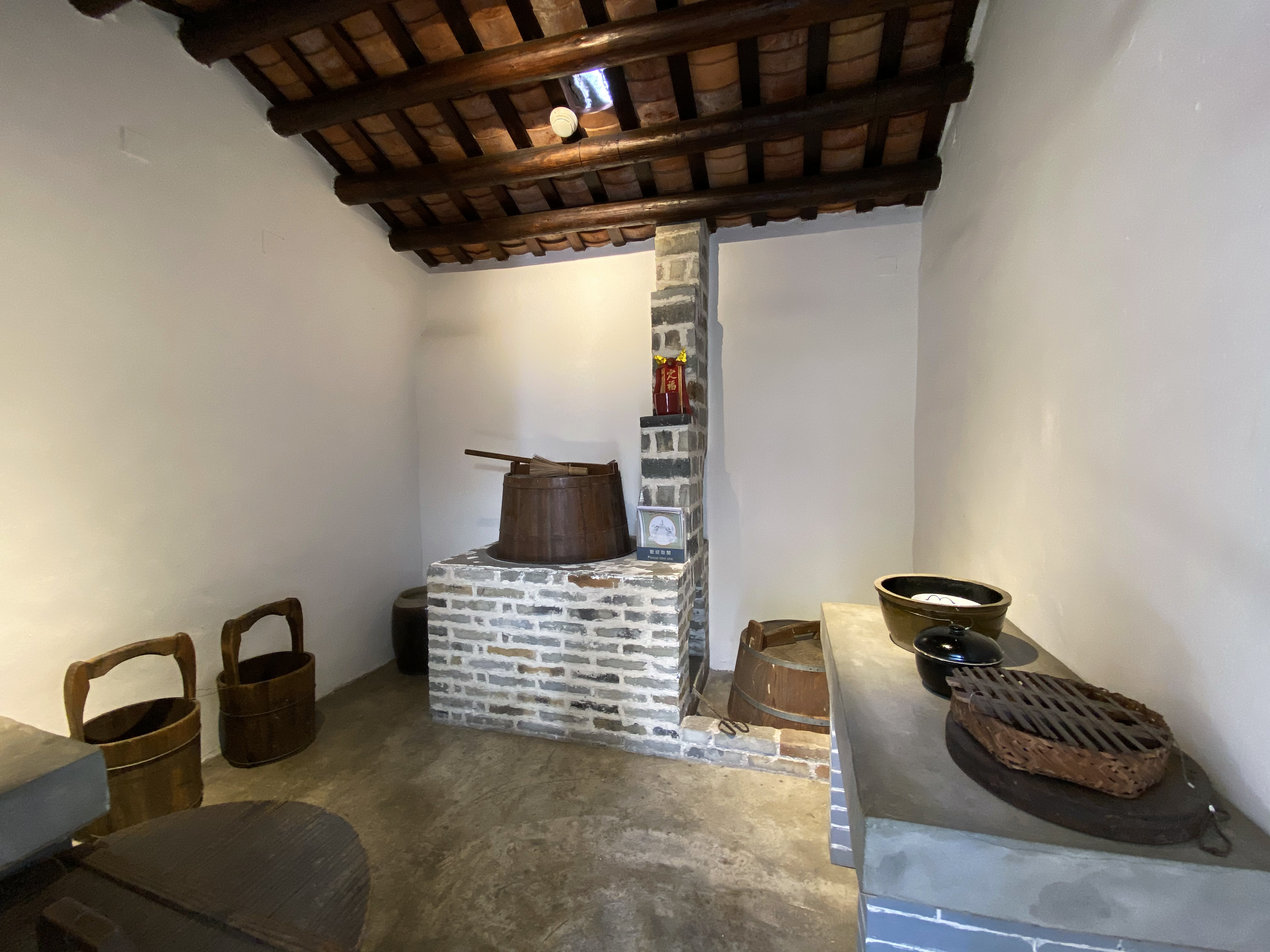
三房故居廚房
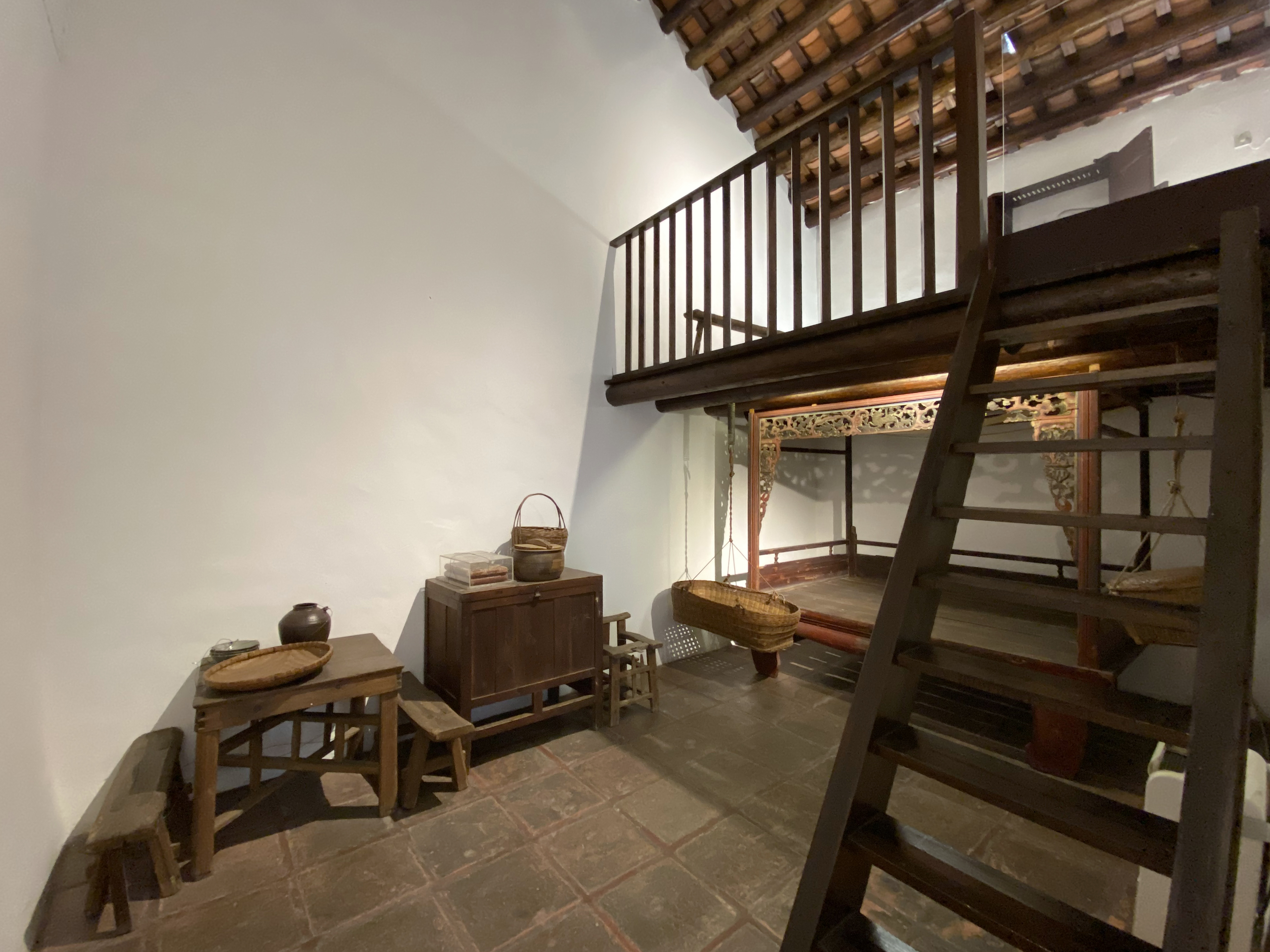
貳房故居的舊家具
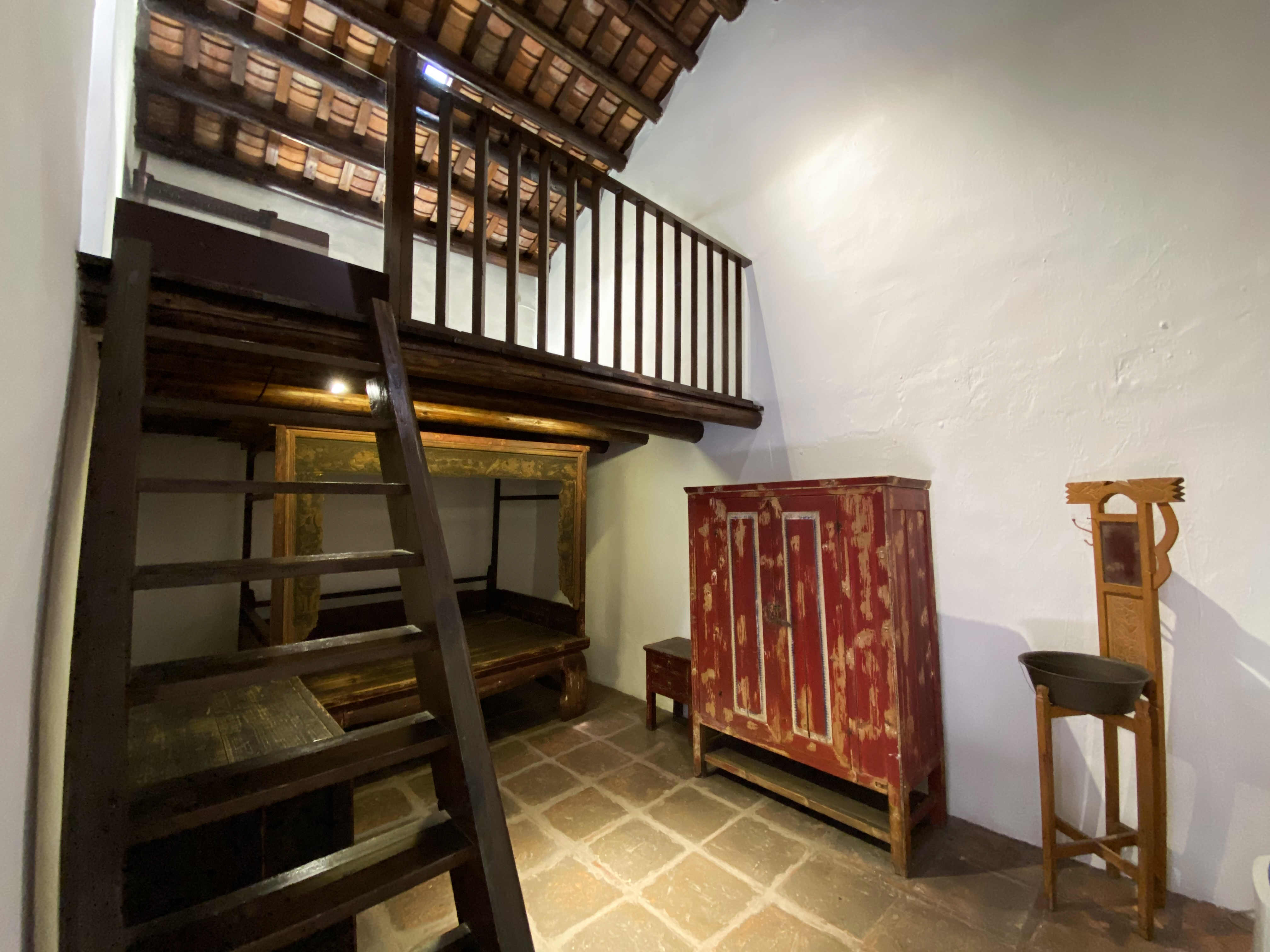
四房故居的舊家具
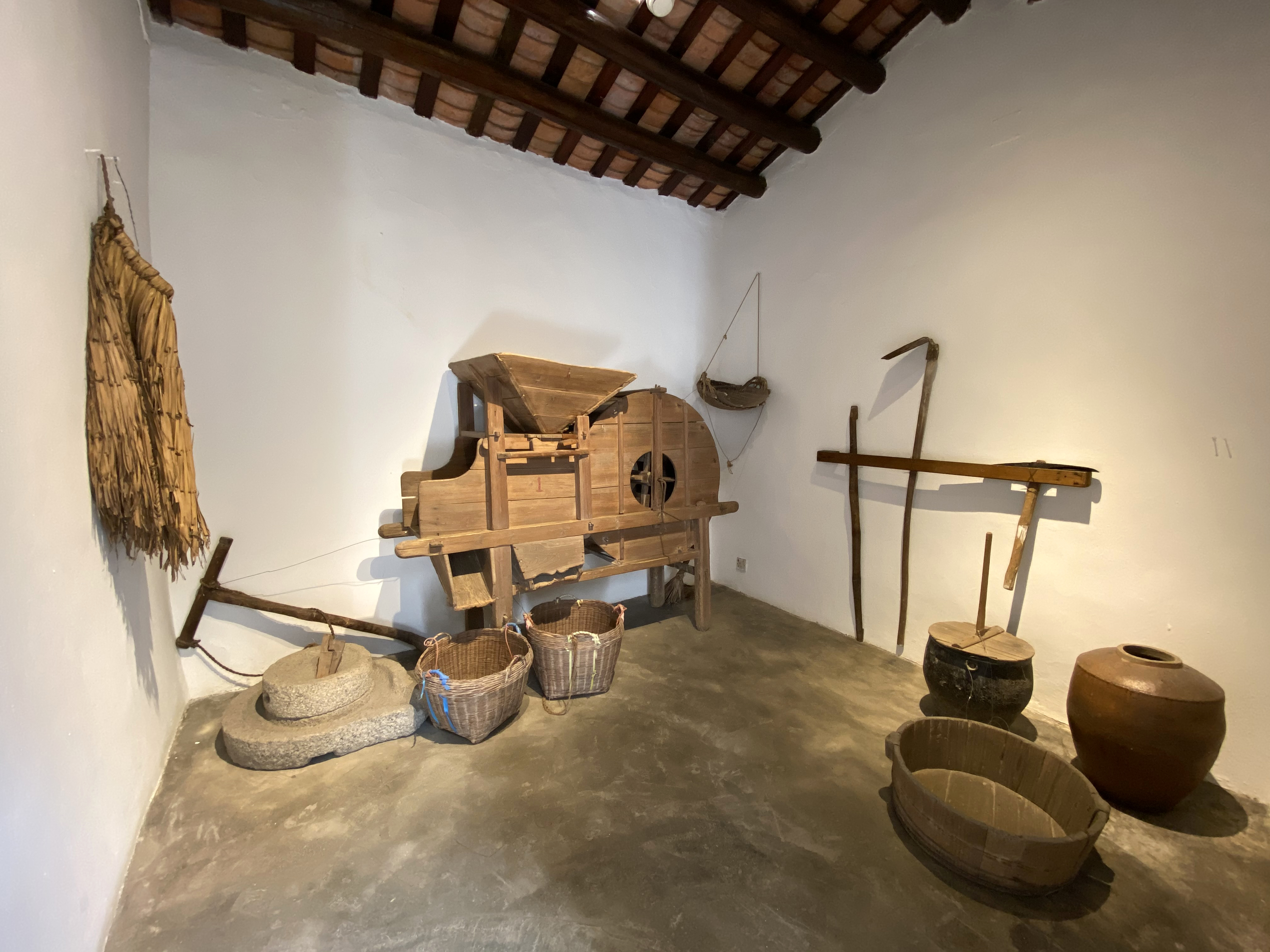
四房故居的擺放了圍村常用的工具
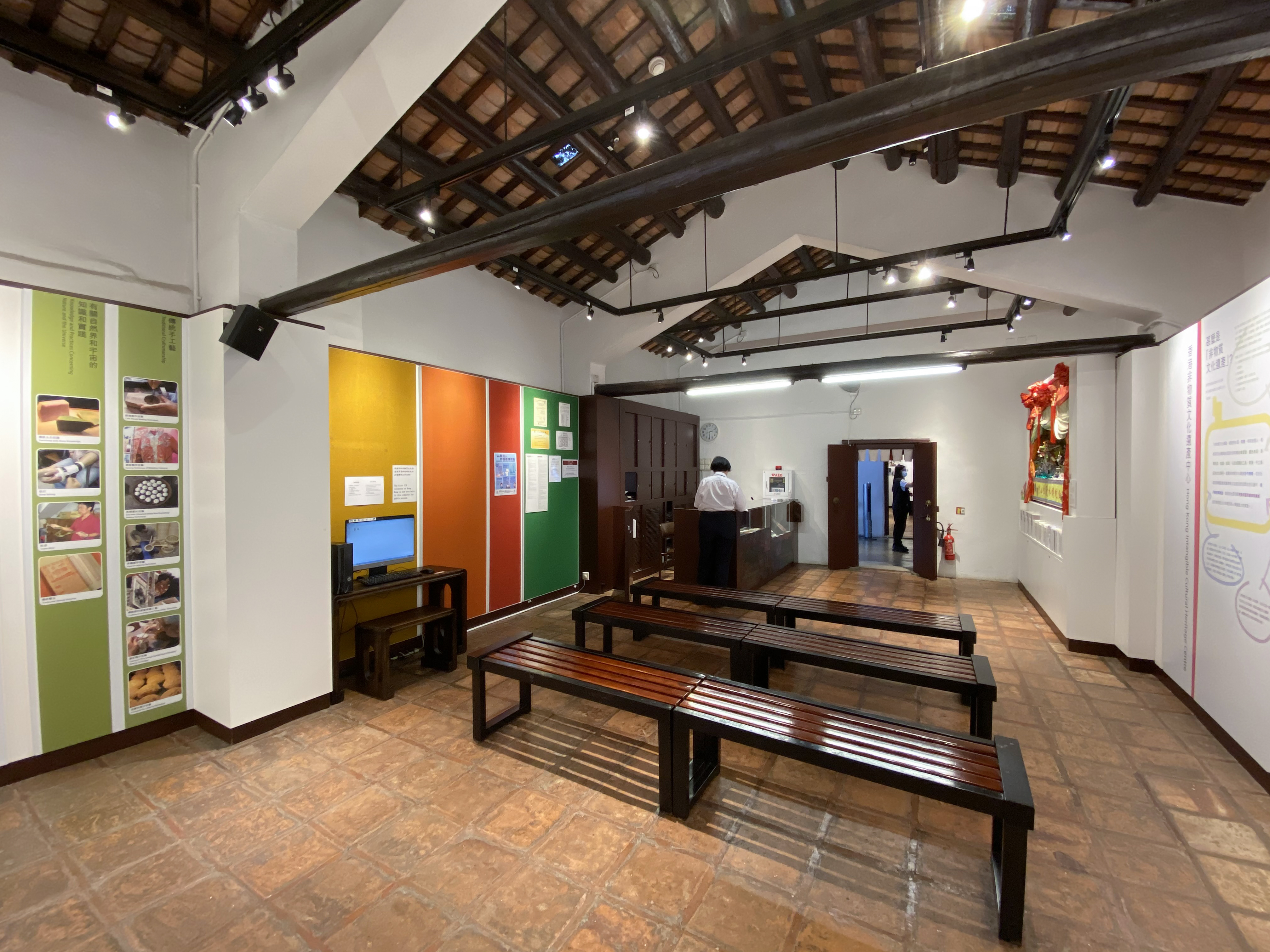
接待室
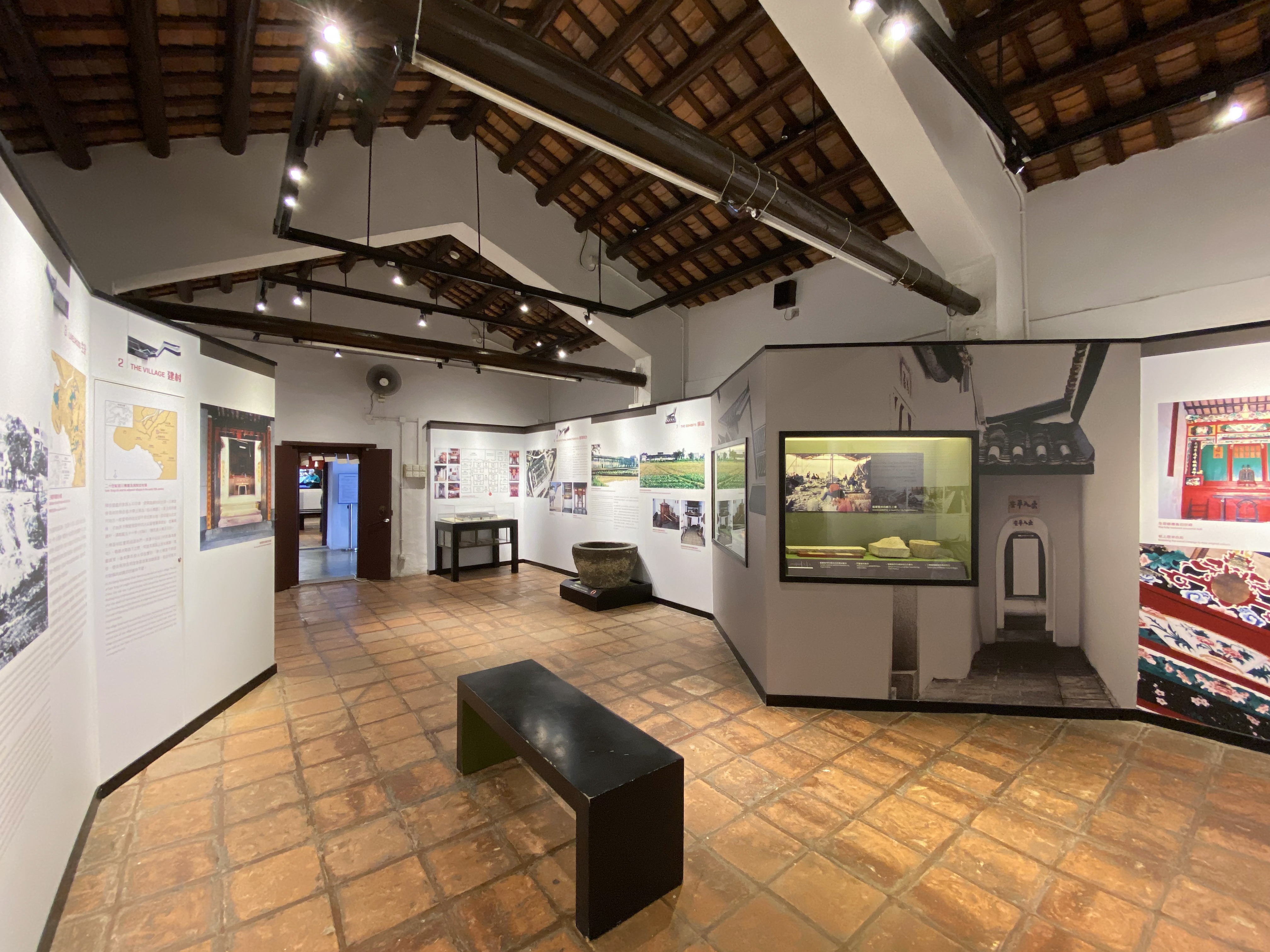
介紹室
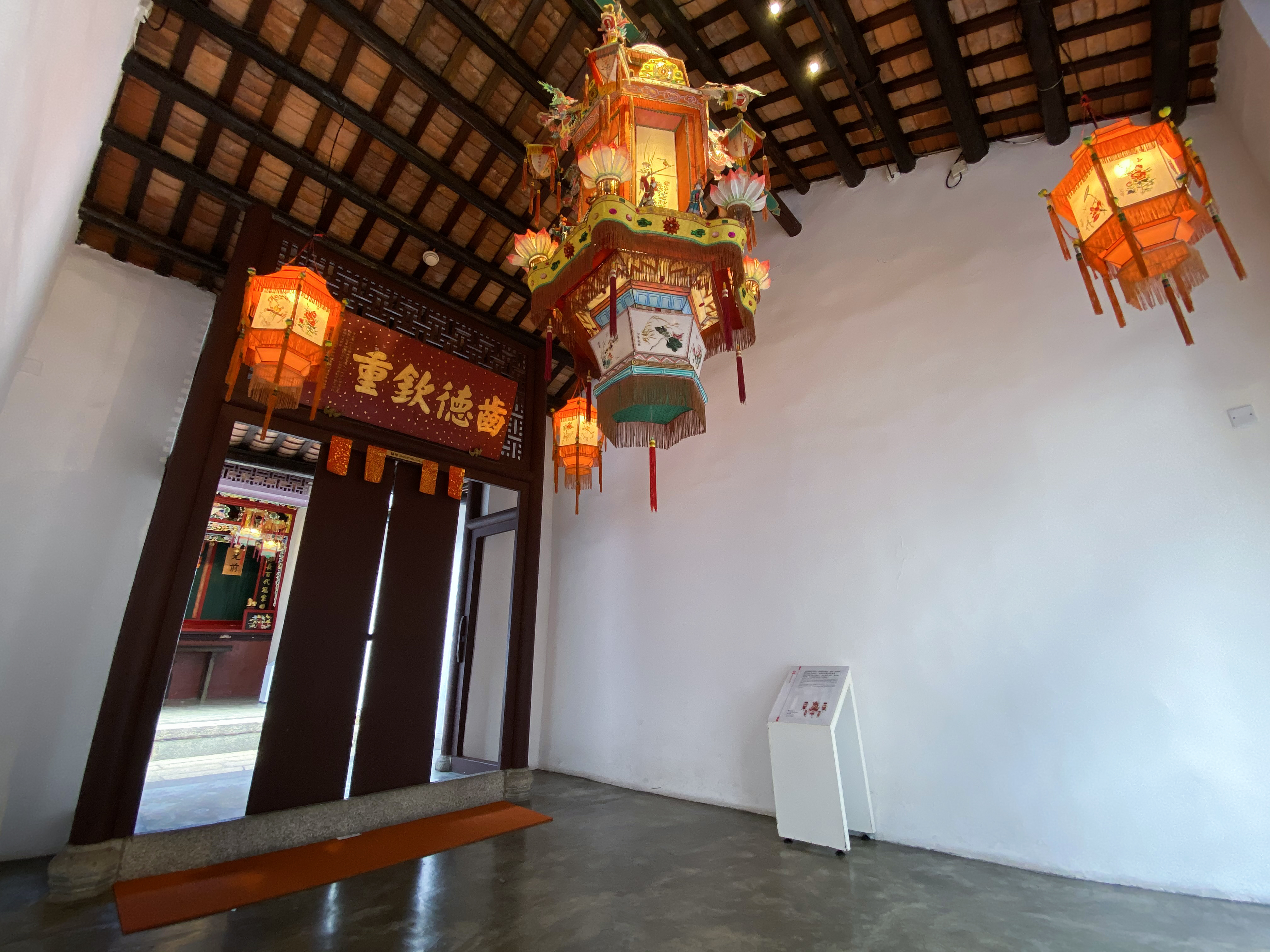
中廳
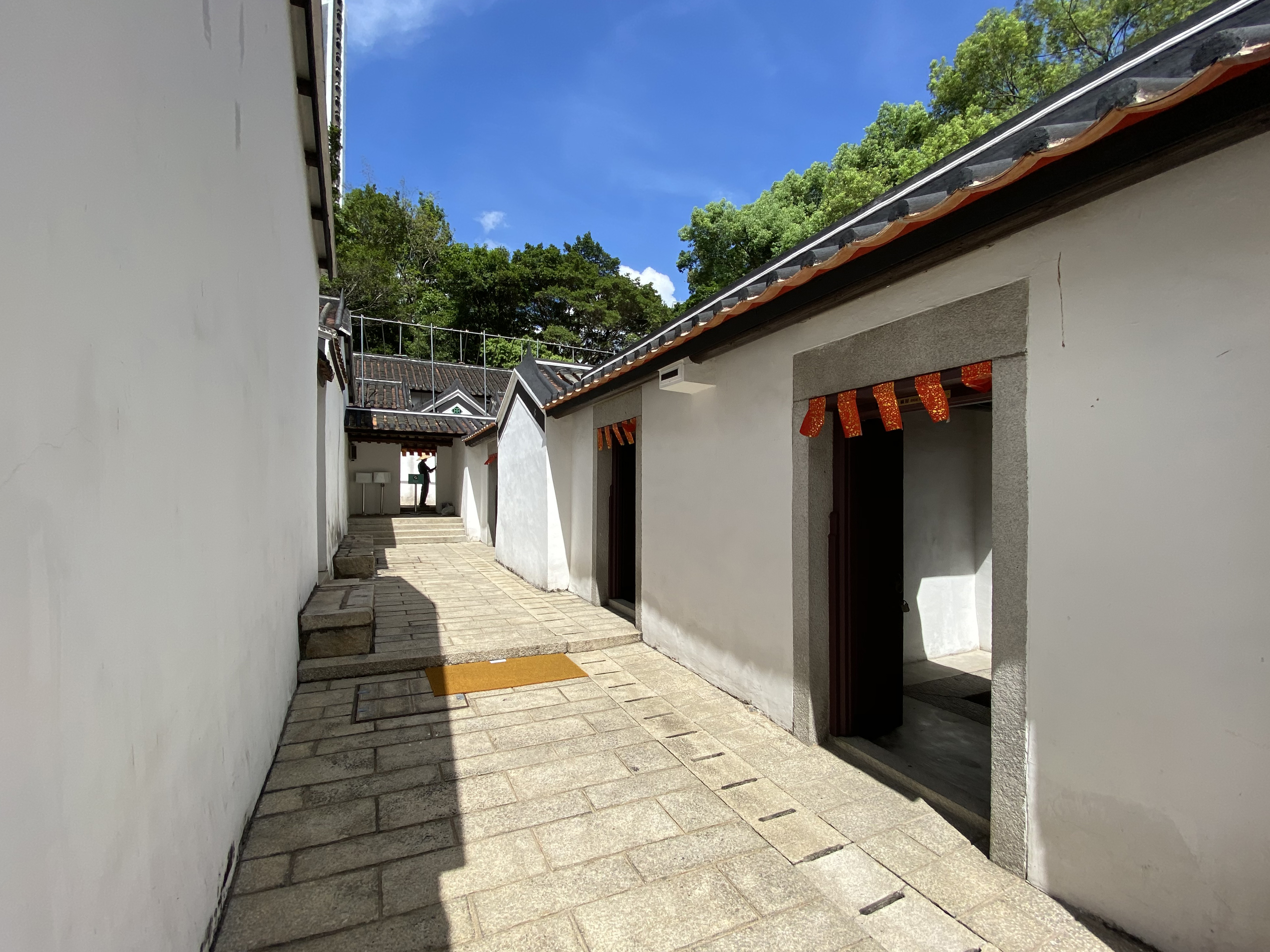
左巷
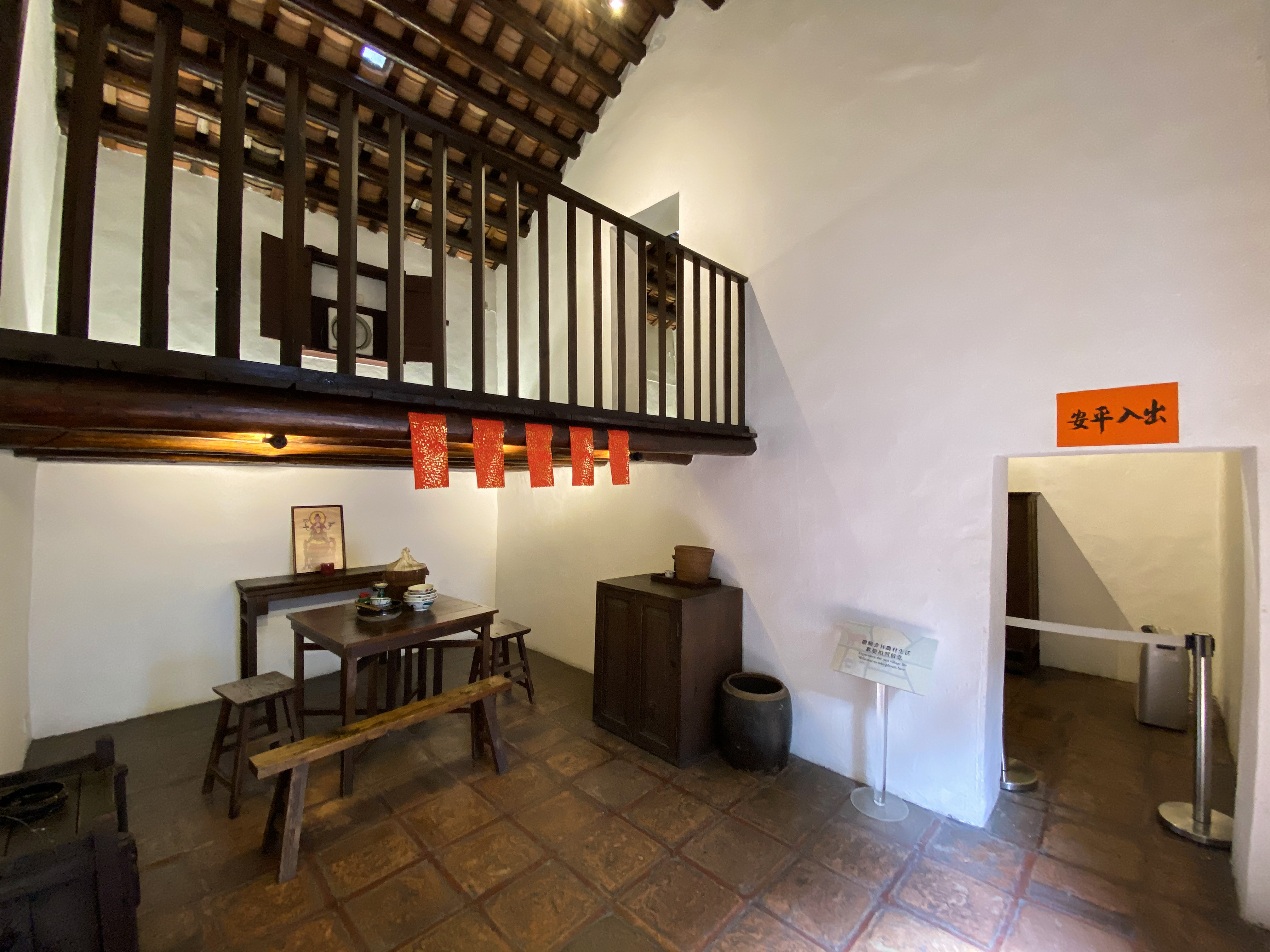
三房故居內貌

## 入場資料
- 開放時間
  - 星期一、星期三至星期日（包括公眾假期）
  - 每日上午10時 — 下午6時
  - 聖誕前夕及農曆新年除夕提早休息
  - 星期二（公眾假期除外）、農曆年初一及年初二休息
- 收費
  - 入場費全免[5]

## 外部連結
- 香港三棟屋博物館（页面存档备份，存于）
- 三聯書店 (香港)出版《香港史新編》，王賡武主編，ISBN 962-04-1255-9 第252頁
- 香港三棟屋博物館相集（页面存档备份，存于）
- 香港客家圍屋的保護開發利用
- (PDF). 香港傷健協會. 2008  [2012-02-11].[永久]
- 【古蹟遊】百年客家圍村 三棟屋博物館︱kennechu.info 堅。離地城 （页面存档备份，存于）